# Гордеево (Калужская область)
Гордеево  — деревня в Боровском районе Калужской области. Входит в состав сельского поселения «Деревня Асеньевское».

## География
Рядом Бобровники.

## Население
| 2002 | 2010 |
| ---- | ---- |
| 16   | ↗44  |

## История
В 1782-м году сельцо Гордеево Анны Федоровны и Сергея Федоровича Сафоновых, на левой стороны речки Полой.